# Lobilema conspersa
Lobilema conspersa là một loài bướm đêm thuộc phân họ Arctiinae, họ Erebidae.